# Situmbaga (Halongonan)
Situmbaga is een bestuurslaag in het regentschap Padang Lawas Utara van de provincie Noord-Sumatra, Indonesië. Situmbaga telt 1962 inwoners (volkstelling 2010).